# マイクロソフト認定アプリケーションスペシャリスト
マイクロソフト認定アプリケーションスペシャリスト（マイクロソフトにんていアプリケーションスペシャリスト、Microsoft Certified Application Specialist、MCAS）は過去に存在したマイクロソフトによるWindows VistaとMicrosoft Office 2007に関する利用スキルを証明する資格である。
非公式な名称ではあるが「エムキャス」と呼ばれることが多い。2010年6月にマイクロソフト オフィススペシャリスト（MOS）に統合され、現在は存在しない。

## MOSへの統合
米国マイクロソフトによる試験の認知度調査の結果、MOSの認知度の方が高かったため、Office製品との関連性がわかりやすいマイクロソフト オフィススペシャリストに名称を統一し、結果として統合された。
その発表の際の理由として、MOSの認知度の方が高かったことの他に、MOSという名称の方がひと目でMicrosoft Office製品との関連性が印象付けられるため、としている。
資格に関してはMOSへの変更後も2007 Microsoft Office systemに関する知識・スキル・能力を証明する、世界的に認められた標準に基づいた認定資格として存続している。
すでに取得されたMCAS認定資格はそのまま利用でき、MOS試験（2007）の取得者と同等に扱われる。
名称変更に伴う試験範囲（内容評価基準）や試験内容の変更はなかった。

## 提供されていた試験科目
2010年5月時点で下記の試験が提供されていた。 ()内はExam ID (試験コード)である。
- (77-600) Windows Vista for the Business Worker
- (77-601) Using Microsoft Office Word 2007
- (77-602) Using Microsoft Office Excel 2007
- (77-603) Using Microsoft Office PowerPoint 2007
- (77-604) Using Microsoft Office Outlook 2007
- (77-605) Using Microsoft Office Access 2007

## Microsoft Office 2007 Master Program
2007 Office systemのアプリケーションを総合的に理解していることの証明として、Word・Excel・PowerPoint・Outlookの4試験の合格でMicrosoft Office 2007 Master として認定される。Word Expert・Excel Expert・PowerPoint・OutlookもしくはAccessの4試験合格が必要だったMicrosoft Office Specialist（MOS）とは認定要件が異っていたが、統合により現在は一緒となっている。

## 試験について
MCASはWindows VistaやMicrosoft Office 2007の登場に伴って、新しくできた資格だった。従来のMicrosoft Office Specialist（MOS）と異なり、レベル分けがなく出題範囲としては幅広くなっており、オペレーティングシステム(OS)の試験科目を受験できるようになっていた。
試験はコンピューター(CBT試験)を用いて行われ、筆記試験はなく、試験結果が試験終了後すぐに表示される。受験料は12000円前後とマイクロソフト認定プロフェッショナル（MCP）より安価に設定されていた。また、試験配信会社がマイクロソフト認定プロフェッショナルと異なり、オデッセイ コミュニケーションズ  になっていたのも特色の一つ。
MOSと同じく、基本的には決められた日時に全国一斉で試験が行われるが、一部のパソコンスクールや専修学校ではオデッセイコミュニケーションズ発表の日時以外にも、随時試験が開催されていた。

## 上位資格について
Microsoft Office 2007の複数のアプリケーションを使いこなせることを証明するマイクロソフト認定アプリケーションプロフェッショナル（Microsoft Certified Application Professional：MCAP）という上位資格が設定されているものの、2009年7月時点で日本国内では試験が実施されていなかった。